# المدمرة كايو دويليو
المدمرة كايو دويليو هي مدمرة تابعة للقوات البحرية الإيطالية من نوع أندريا دوريا وفئة هورايزون المتخصصة في الدفاع الجوي دشنت في 2007 ودخلت الخدمة في البحرية الإيطالية في 3 أبريل 2009.

## مواصفات
- الطول: 158 متر.[2]
- العرض: 20.3 متر.[2]
- السرعة: 54 كم في الساعة.[2]

## أزمة البحر الأحمر
في 19 فبراير 2024 أعلنت إيطاليا مشاركتها في عملية أسبيدس الأوروبية لحماية السفن في البحر الأحمر وخليج عدن من الهجمات التي تشنها القوات المسلحة اليمنية الموالية لحركة أنصار الله على السفن التجارية المرتبطة بإسرائيل بهدف الضغط على إسرائيل لوقف حربها على قطاع غزة، وفي 12 مارس 2024 أعلنت عملية أسبيدس إسقاط المدمرة كايو دويليو لطائرتين مسيرتين في البحر الأحمر أطلقتا من مناطق سيطرة حركة أنصار الله في اليمن.